# Inoe
Inoe eller Inokai Inoue, född 717, död 775, var en japansk kejsarinna och prinsessa, gift med kejsar Kōnin. 

## Biografi
Inoe var dotter till kejsar Shōmu och Agatainukai no Hirotoji, syster till prinsessan Fuwa och prins Asaka (d. 744), och halvsyster kejsarinnan Shotoku. Hon gifte sig med sin släkting prins Kōnin. Deras giftermål förenade de rivaliserande Tenmu- och Tenji-grenarna av kejsarhuset.
Inoes regerande halvsyster Shotoku saknade arvingar, och under hennes sista regeringsperiod (764–770) var Inoe och hennes syster Fuwa aktiva i intrigerna kring vem som skulle efterträda monarken. Fuwa ville insätta sin make Shiyoyaki (d. 764) och därefter sina söner Hikami Kawatsugu och Shikeshimaro, och iscensatte kuppförsök (764, 768 och 782), medan Inoe ville se sin son prins Osabe som tronarvinge.
När Shotaku avled 770 uppsattes Inoes make på tronen genom ett fabricerat testamente. Inoe fick titeln kejsarinna, och hon uppnådde sitt mål att få sin son utsedd till tronföljare. År 772 fängslades Inoe och anklagades för att ha praktiserat svart magi för att placera sin son på tronen, och strax därpå arresterades även hennes son kronprins Osabe. Båda åtalades för att ha praktiserat svart magi och förbannelser mot kejsaren mer än en gång, förvisades från hovet och sattes i husarrest. År 775 avled både Inoe och hennes son samma dag i fångenskap, troligen mördade med gift.
Inoe troddes spöka efter sin död. När kejsaren insjuknade under en pest 777 rehabiliterades hon till en grav med kejserlig status, och år 800 återfick hon postumt titeln kejsarinna.